# Славі Пашовський
Славі Пашовський (болг. Слави Жеков Пашовски; нар. 1953, Стара Загора) — болгарський науковець та дипломат. Постійний представник Болгарії при Організації Об'єднаних Націй у Нью-Йорку (1992—1997).

## Життєпис
Народився у 1953 році в місті Стара Загора, Болгарія. Закінчив юридичний факультет Софійського університету Святого Климента Охридського.
У 1992—1997 рр. — був Постійним представником Болгарії при Організації Об'єднаних Націй у Нью-Йорку
Викладач Софійського університету Святого Климента Охридського.

## Автор наукових праць
- Революція розуму (1989)
- Консультативний статус міжнародних неурядових організацій при ООН (1990)
- Виникнення та природа міжнародних неурядових організацій (1988)
- Міжнародно-правове регулювання відносин міжнародних неурядових організацій з ООН (1989)
- Міжнародне гуманітарне право — межа насильства в збройних конфліктах. Монографія (1990)
- Інтеграція в Західну Європу (1985)[2]